# Ivica Maček
Ivica Maček (Zagreb, 1946.) hrvatski je karikaturist portreta. Njegove karikature objavljivane su u domaćim i stranim publikacijama.

## Životopis
Maček djeluje kao karikaturist od kraja 1960-ih. Njegove karikature su objavljivane redovito u Šahovskom glasniku i drugim glasilima u tadašnjoj državi SFRJ, kao i u inozemstvu. Imao je četiri samostalne i sudjelovao na dvije zajedničke izložbe. Tematski, Maček se ponajviše bavio portretiranjem šahista, ali i sportaša, političara, umjetnika i drugih javnih osoba. Na portalu Šah mat lista 2017 godine objavljene su kompletno sve njegove šahovske karikature i ilustracije kao serijal 66 dana uzastopno.
Njegovo najpoznatije djelo je ciklus karikatura svjetskih šahovskih prvaka – od Wilhelma Steinitza do Gukesh Dommarajua, koji je osvojio titulu 2024. godine. Prvih 13 karikatura izradio je 1987., koje su bile izloženi na tri samostalne izložbe, dvije u Zagrebu i jedna Beogradu, a naknadno je dopunio seriju nakon što je najmlađi u povijesti Gukesh Dommaraju osvojio titulu.

## Galerija
- Bobby Fischer, 1970.
- Eusébio, 1975.
- Pelé, 1975.
- Boris Dvornik, 1982.
- Franjo Tuđman i Ivica Račan, 1990.
- Salvador Dali, 1997.
- Miroslav Ćiro Blažević, 2003.
- Adolf Hitler, 2003.
- Davor Šuker, 2003.
- Luka Modrić, 2018.

## Vanjske poveznice
|  | Zajednički poslužitelj ima još gradiva o temi Ivica Maček |

- Karikature svjetskih šahovskih prvaka – Šahmatlista
- World chess champions on caricatures 1987.Exibition in Sava center Belgrade
- Volodar Murzin
- Schaakbulletin 1969.